# Кокшетауская филармония

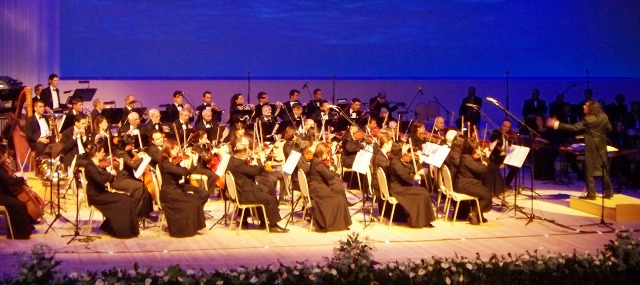
Симфонический оркестр

Акмолинская областна́я филармо́ния (каз. Үкілі Ыбырай атындағы Ақмола облыстық филармониясы; также Кокшетауская филармония) — филармония в Кокшетау в Казахстане, государственное областное учреждение культуры. Филармония находится рядом с вокзальной площадью и железнодорожным вокзалом на улице Абая Кунанбаева. Крупнейшая гастрольно-концертная организация области. Многофункциональный комплекс, оснащённый современным световым и звуковым оборудованием. 
Образована в 1965 на базе концертно-эстрадного бюро, с 1999 года носит современное название.  В 2009 году она разместилась в здании бывшего ДКЖ, в котором находится по настоящее время. 5 октября 2017 года филармонии присвоено имя композитора Укили Ибрая Сандыбаевича (1860—1930). Постоянная площадка для выступлений и репетиций симфонического оркестра Акмолинской областной филармонии.

## Названия музея
Официальные названия по году переименования: 
- 1946 — Кокчетавское областное концертно-эстрадное бюро.
- 1963 — Кокчетавское отделение «Целинконцерта».
- 1965 — Кокчетавская государственная областная филармония.
- 1993 — Кокшетауская государственная областная филармония.
- 1999 — Акмолинская государственная областная филармония.
- 2017 — Акмолинская государственная областная филармония имени У. Ибрая.

## Исполнители
В филармонии работают заслуженные артисты Казахстана Ш. Дукенбаева, Б. Макенова, Е. Биржанов, Жамиля Джаркимбаева. В 1985—1988 годах в филармонии работал советский и российский рок-музыкант Алексей Кравченко, известный как вокалист группы «Мастер». Как выяснилось позже, в ней же в более ранние годы работал будущий коллега по группе «Мастер», известный российский бас-гитарист Алик Грановский.

## Концертные коллективы
Сегодня в филармонии работает более 191 артистов.
В составе: симфонический оркестр (художественный руководитель В. М. Кулинич), оркестр казахских народных инструментов (художественный руководитель и дирижёр Т. Базаров), казахский молодёжный ансамбль «Айнакол», эстрадные ансамбли «Приз» и «Панорама», ансамбль русских народных инструментов, музыкальный лекторий.
- Симфонический оркестр. Создан в 1988 году. Основатель и художественный руководитель оркестра — Борис Лагода.
- Ансамбль камерной музыки
- Оркестр казахских народных инструментов им. К. Кумисбекова (1993)
- Эстрадно-духовой оркестр (1982)
- Ансамбль танца «Гакку»
- Фольклорный ансамбль «Айнаколь» (2004)
- Эстрадная группа «Muz band»
- Театральная студия «Мюзикл»
- Эстрадная группа «Melody»

## История филармонии

### Становление
Акмолинская областная филармония в г. Кокшетау создана 7 декабря 1946 года. Решением Кокчетавского областного исполкома Совета депутатов трудящихся №33/5 «Об образовании областного концертно-эстрадного бюро» на базе джаз-оркестра и казахской концертной бригады создается областное концертно-эстрадное бюро.
На основании приказа № 152 Л от 1 июня 1963 года Министерства культуры Каз.ССР областное концертно-эстрадное бюро переименовывается в Кокчетавское отделение «Целинконцерта».
1 декабря 1965 года приказом № 91 управления культуры организовывается Кокчетавская государственная областная филармония. Именно с этого времени Кокчетавская государственная областная филармония является самостоятельной творческой концертной организацией.

### 2000-е годы
На сегодня Акмолинская областная филармония располагается в здании бывшего Дворца Культуры Железнодорожников, переданного постановлением областного акимата № А-5/235 от 28.05.2009г.

## Руководство
Директора:
- Шайкенова Нургуль Ескендировна